# Kozina Sándor
Felsőpulai Kozina Sándor (Felsőság, 1808. március 13. – Felsőpulya, 1873. szeptember 6.) festő.

## Életpályája
Miután bölcsészetet tanult, Pesten, Bécsben (1826), Párizsban és Olaszországban (1829–1934) végzett festészeti tanulmányokat. Arcképfestőként az 1830-as évek közepe táján vált ismertté Pest. Sokat tartózkodott külföldön, így Oroszországban, Párizsban és Londonban (1851). 1849 után Sopron vármegyében, Felsőpulyán telepedett le 1844–1849 között. 1857-ben tért véglegesen haza.

## Munkássága
Finom hangú miniatűr arcképeket alkotott, főleg felső-magyarországi polgárok és nemesek megrendelésére. Több műve a Magyar Nemzeti Galériában található.

## Főbb művei
- Önarckép (1832)

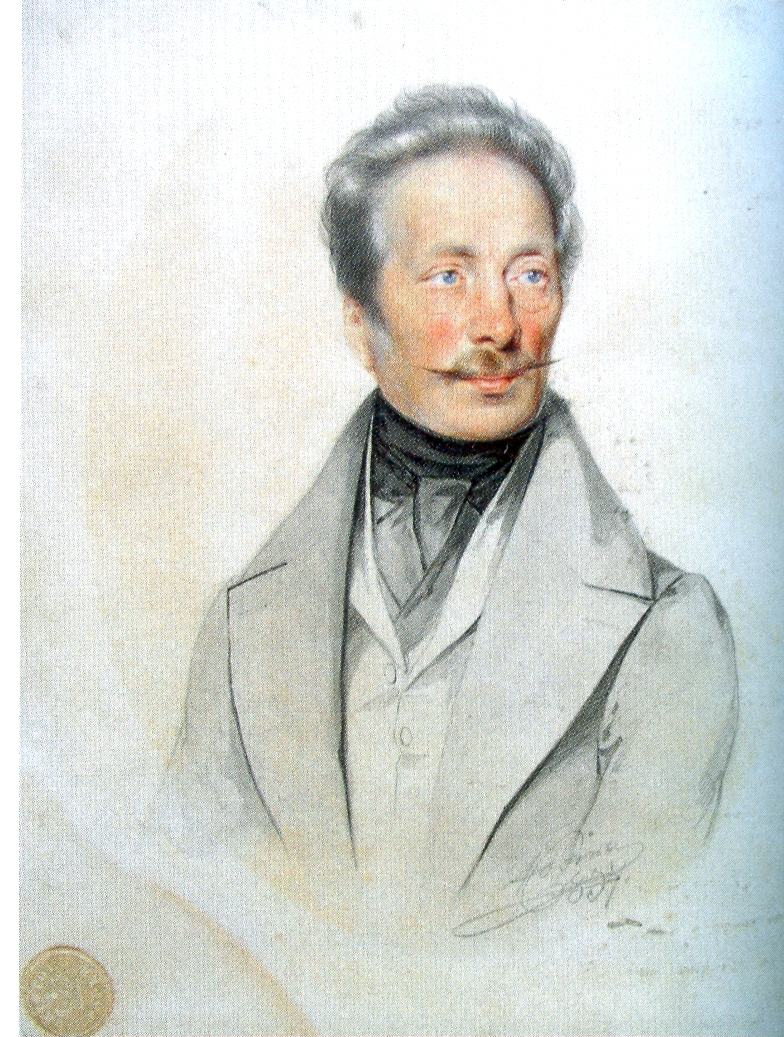
Fejérváry Gábor (1837)

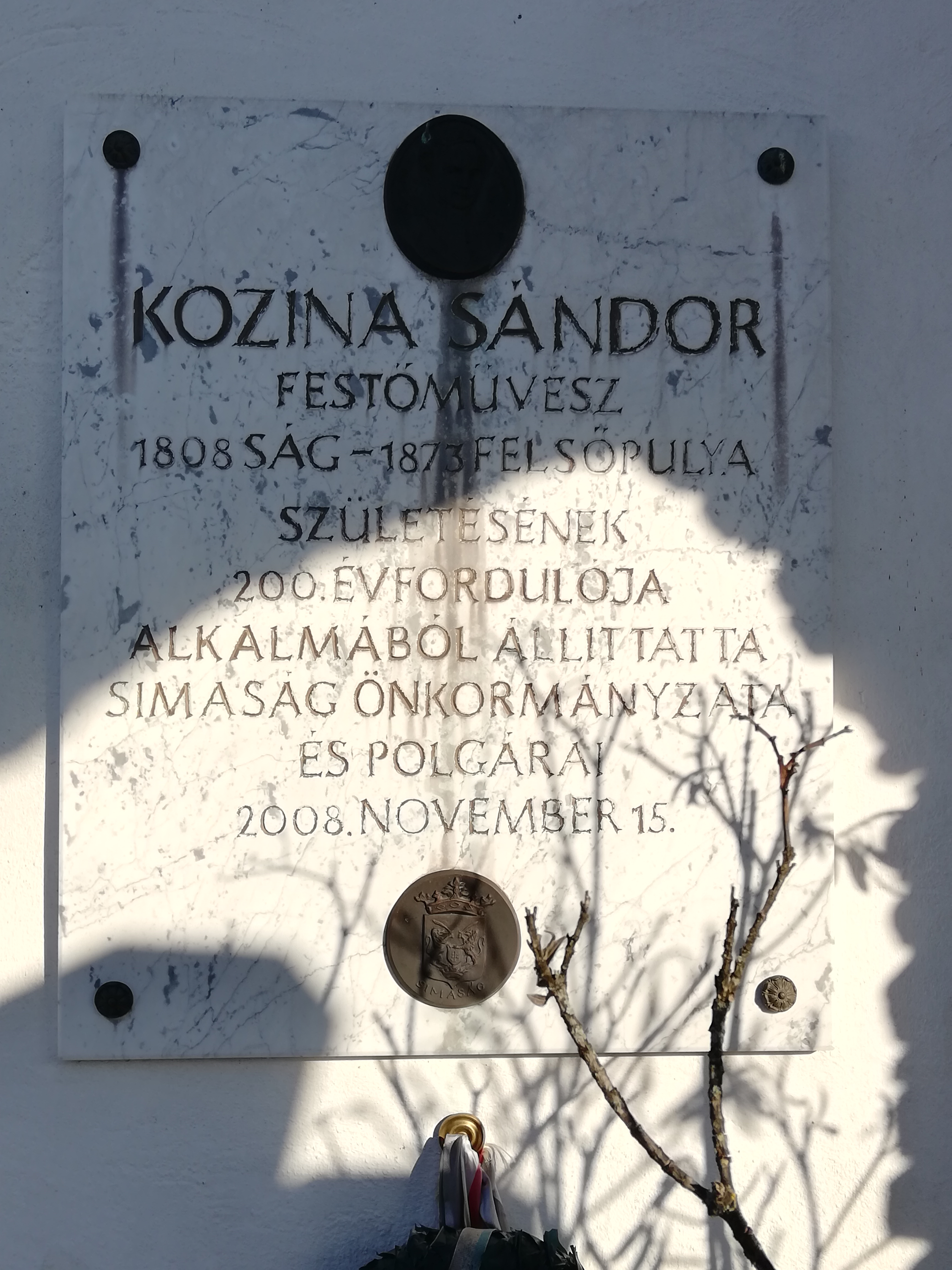
Emléktáblája Simaság temetőjében

- Barabás, Burghardt és Kozina Velencében (Önarckép baráti társaságban) (1834)
- Fejérváry Gábor (1837)
- Pulszky Ferenc (1837)
- Szemere Bertalanné portréja (1844)
- Három gyermek portréja (A Pejacsevics gyerekek) (1848)
- Szemere Bertalan képmása/Szemere Bertalan párizsi emigrációjában (1851)
- Újházy László
- Luisa Golitsyna

## Emlékezete
- Simaság temetőjében 2008 (születésének 200. évfordulója) óta emléktábla őrzi az emlékét.